# Jamie van Vliet
Jamie van Vliet (Den Haag, 8 juni 1988) is een voormalige Nederlandse handbalster die voor het laatst uitkwam in de Nederlandse eredivisie voor Hellas. In 2010 stopte ze met handballen nadat ze haar kruisband van haar rechterknie had afgescheurd. 
Van Vliet scheurde in mei 2007 tijdens het beslissingsduel van Hellas tegen Nieuwegein voor behoud in de eredivisie, haar voorste kruisband van haar linkerknie volledig af. Na drie jaar revalideren scheurde ze na drie maanden handballen haar kruisband van haar andere knie af. Ze was genoodzaakt om op 22-jarige leeftijd te stoppen met haar handbalcarrière. Via het NHV kreeg ze daarna de kans om zich te ontwikkelen als trainster. Ze werd trainster van de Nederlandse Talents. Op het wereldkampioenschap handbal onder de 18 voor meisjes van 2012 in Montenegro ging ze mee als assistent van Monique Tijsterman.